# Lorcan Allen
Lorcan Allen (né le 27 mars 1940) est un agriculteur irlandais et homme politique du Fianna Fáil.

## Biographie
Allen est élu au Dáil Éireann en tant que député du Fianna Fáil pour la circonscription de Wexford aux élections générales de 1961. Agé de 21 ans et 6 mois à l'époque, il est le troisième plus jeune député de l'histoire. Il conserve son siège lors de six élections générales successives jusqu'à sa défaite aux élections générales de novembre 1982. Il se présente sans succès aux deux élections générales suivantes.
Lorsque Charles Haughey forme son premier gouvernement en décembre 1979, Allen est  ministre d'État, nommé au ministère de l'Agriculture, poste qu'il conserve dans le gouvernement de courte durée de 1982.
Allen est membre du conseil du comté de Wexford de 1985 à 2009 et du conseil municipal de Gorey de 1999 à 2014.